# Машкабад-е-Аля
Машкабад-е-Аля (перс. مشک‌آباد علیا) — село в Ірані, входить до складу дехестану Бакешлучай у Центральному бахші шахрестану Урмія провінції Західний Азербайджан.